# Bandoneon

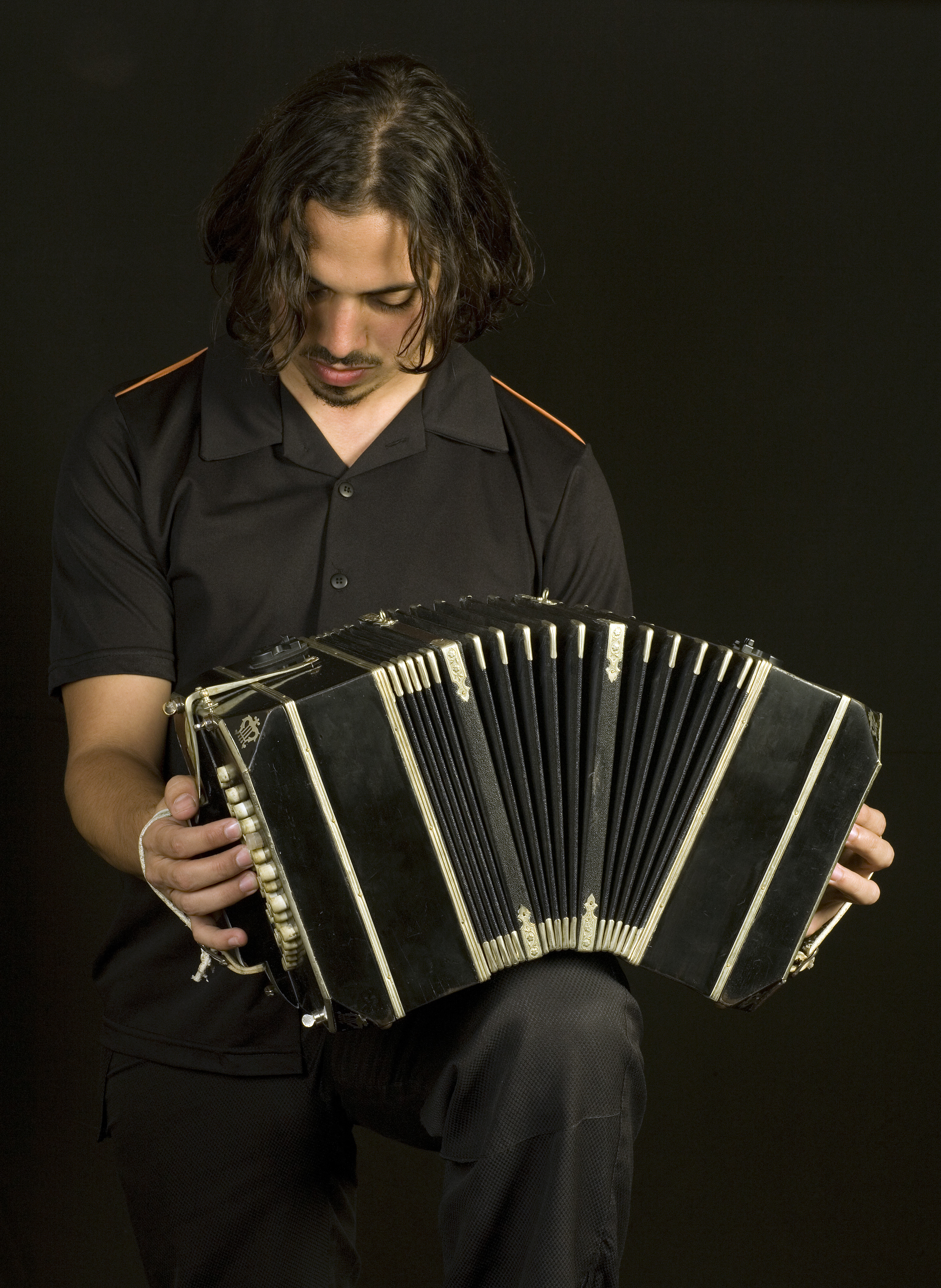
Bandoneon

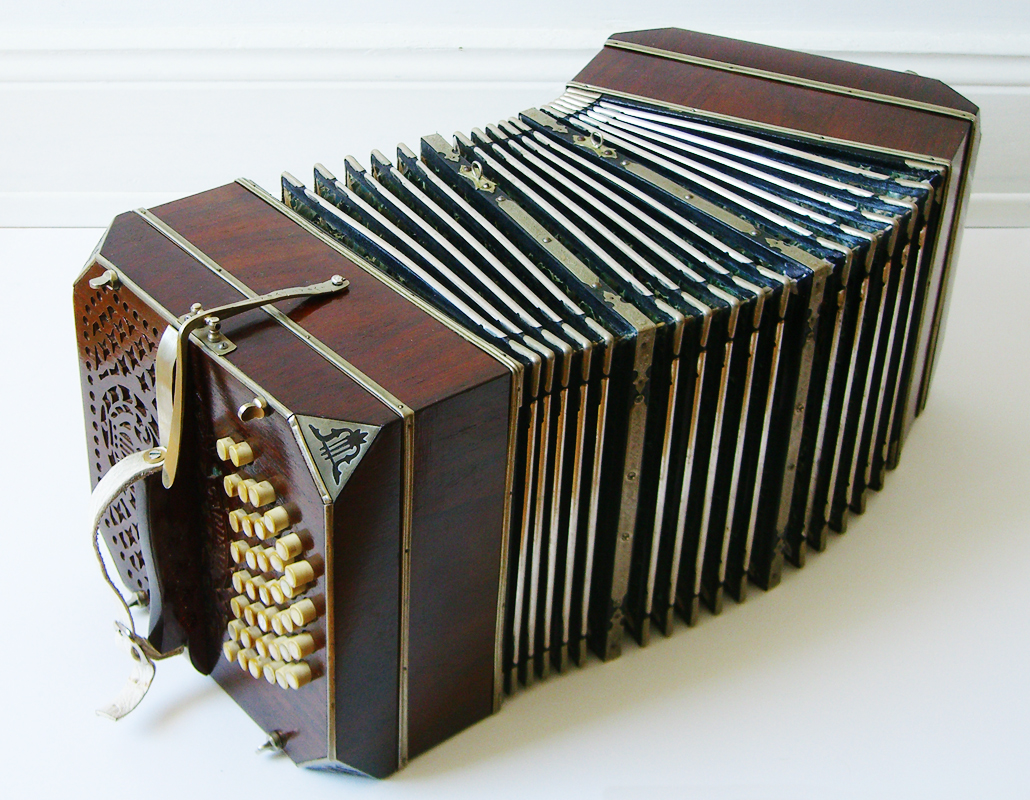
Bandoneon

Bandoneon je druh knoflíkové tahací harmoniky. Byl vynalezen v Německu v roce 1854 pro účely náboženské hudby (pravděpodobně jako levnější náhrada varhan), odkud se rozšířil především do Argentiny a Uruguaye, kde se dodnes používá hlavně v tangu, ale i ve folklóru.

## Popis
Bandoneon se podobá koncertině a melodeonu. Na rozdíl od akordeonu každý knoflík hraje dva tóny o oktávu posunuté. V principu má většina bandoneonů stejně uspořádané knoflíky/tóny, ovšem existují i výjimky. Celkem je na levé ruce 33 a na pravé ruce 38 knoflíků. Většina knoflíků hraje jiný tón při otevírání a jiný při zavírání; u některých knoflíků je rozdíl jeden půltón, u jiných jeden tón, u jiných zase např. kvinta, atp. Jinými slovy, stupnice mají při otevírání jiný prstoklad než při zavírání. Proto je hra na bandoneon považována za jednu z nejtěžších.

## Styl hry
Nejčastěji se na bandoneon hraje v sedě. Hráč má nástroj položený na obou kolenou (hraje-li převážně dlouhé tóny), popřípadě na jednom (hraje-li staccato, resp. marcato při doprovodu k tanci). Pravděpodobně nejslavnější bandoneonista všech dob, Astor Piazzolla, přišel s novým způsobem hry ve stoje s jednou nohou na židli a s bandoneonem položeným na ní.

## Rejstřík

### Otevírání
levá ruka: C,D,D#,E,F,F#,G,G#,A,A#,H,c,c#,d,d#,e,f,f#,g,g#,a,a#,h,c1,c#1,d1,d#1,e1,f1,f#1,g1,g#1,a1

pravá ruka: a,a#,h,c1,c#1,d1,d#1,e1,f1,f#1,g1,g#1,a1,a#1,h1,c2,c#2,d2,d#2,e2,f2,f#2,g2,g#2,a2,a#2,h2,c3,c#3,d3,d#3,e3,f3,f#3,g3,g#3,a3,h3.

### Zavírání

Chromatická klávesnice bandoneonu - 142 tónů

levá ruka:

pravá ruka:

## Výrobci
Dnes nejlepší bandoneony pocházejí z první poloviny 20. stol.[zdroj?] Nejžádanější značka je AA (Alfred Arnold),[zdroj?] ale existují i vynikající exempláře značek BBB a jiných. Na světě jsou dnes řádově desítky tisíc bandoneonů (cca 30 tis.),[zdroj?] z nichž drtivá většina je vyrobena právě v první polovině 20. století. Pak s útlumem tanga v Argentině, která byla hlavním odbytištěm německých výrobců, rapidně klesl i zájem o tyto nástroje a výroba ustala úplně.[zdroj?] Dnes existují projekty se snahou znovu vyrobit kvalitní bandoneony, ovšem zatím bez větších úspěchů.[zdroj?] Všichni světoví bandoneonisté hrají na původní nástroje.[zdroj?]

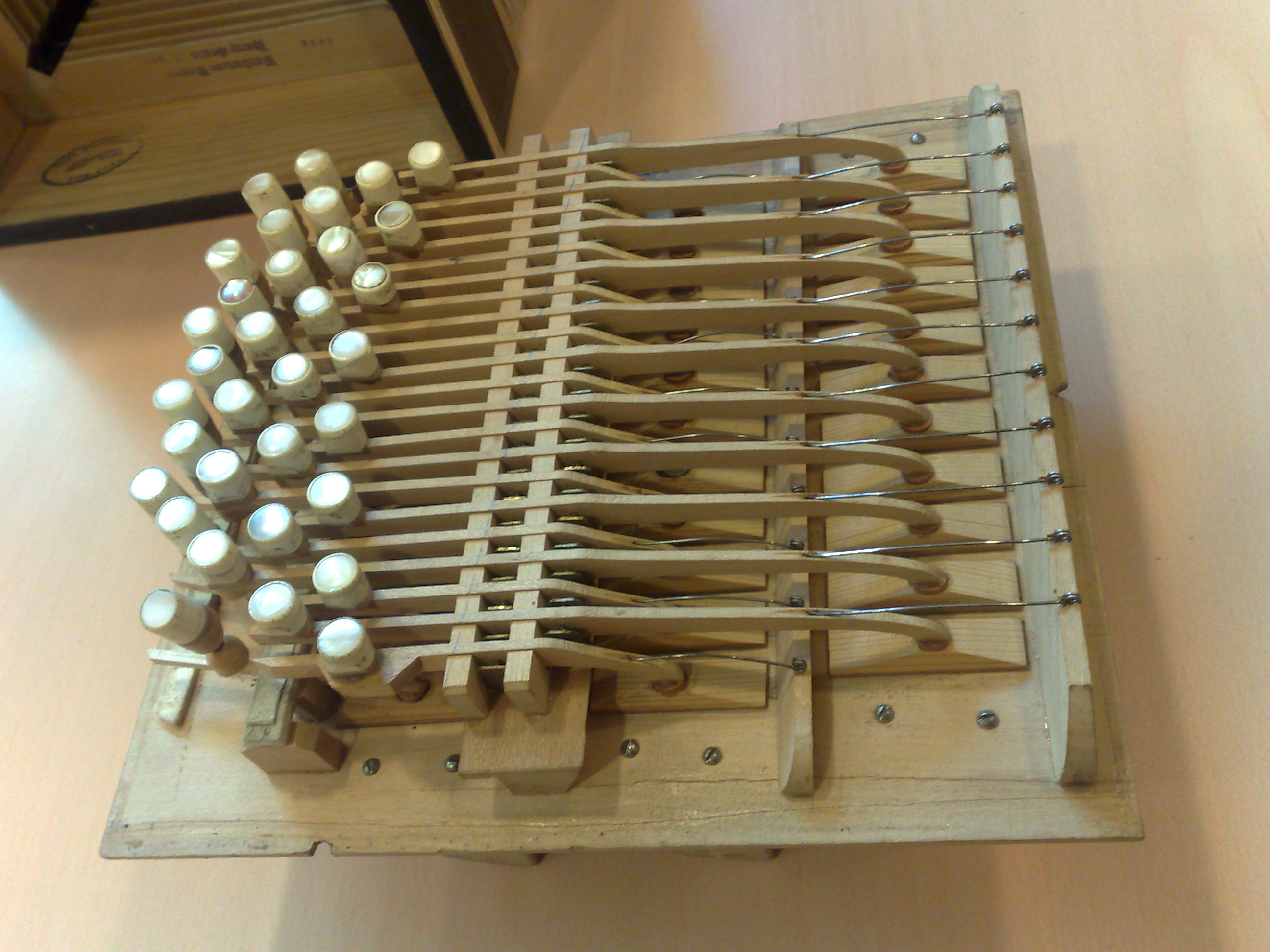
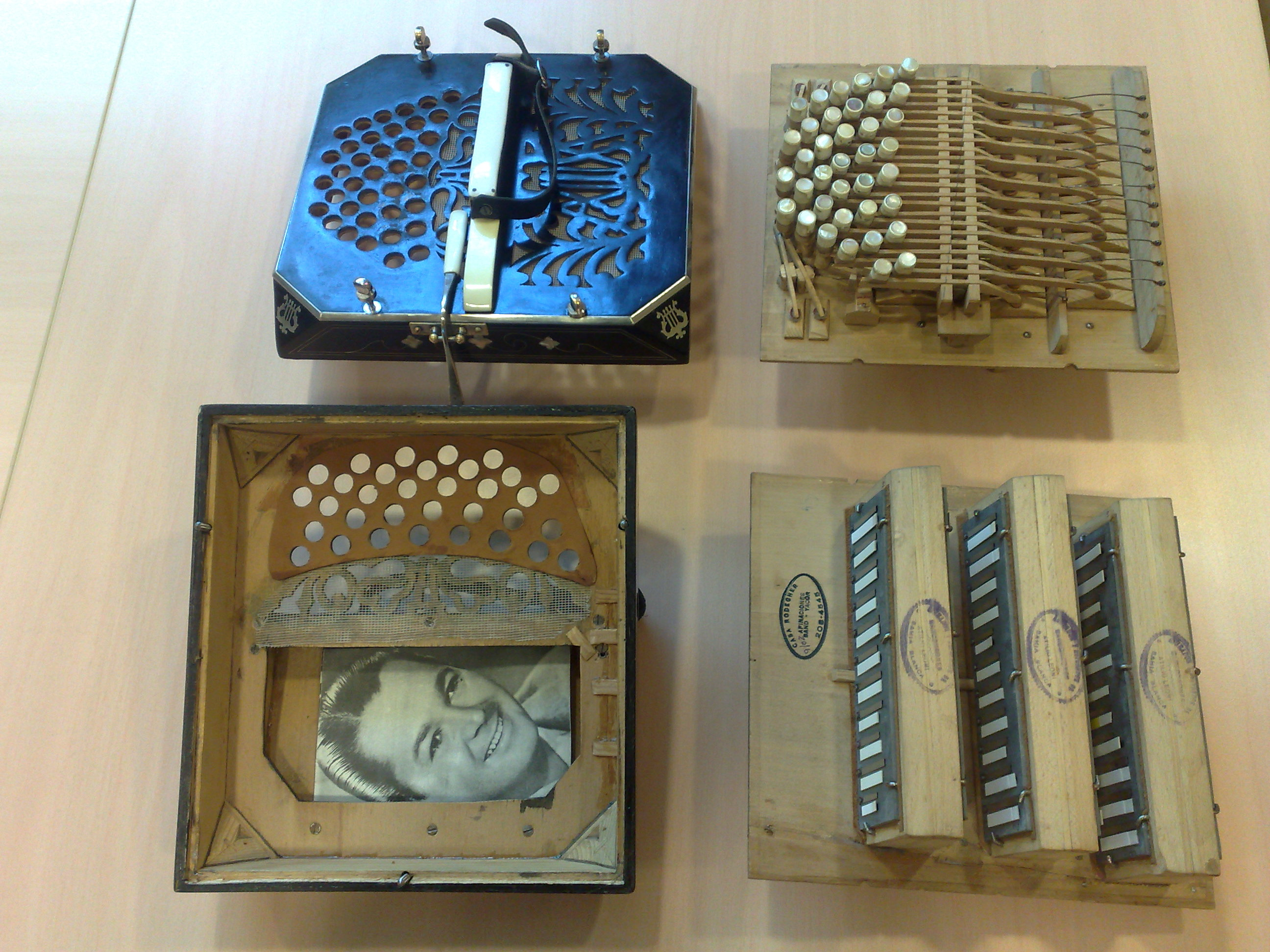
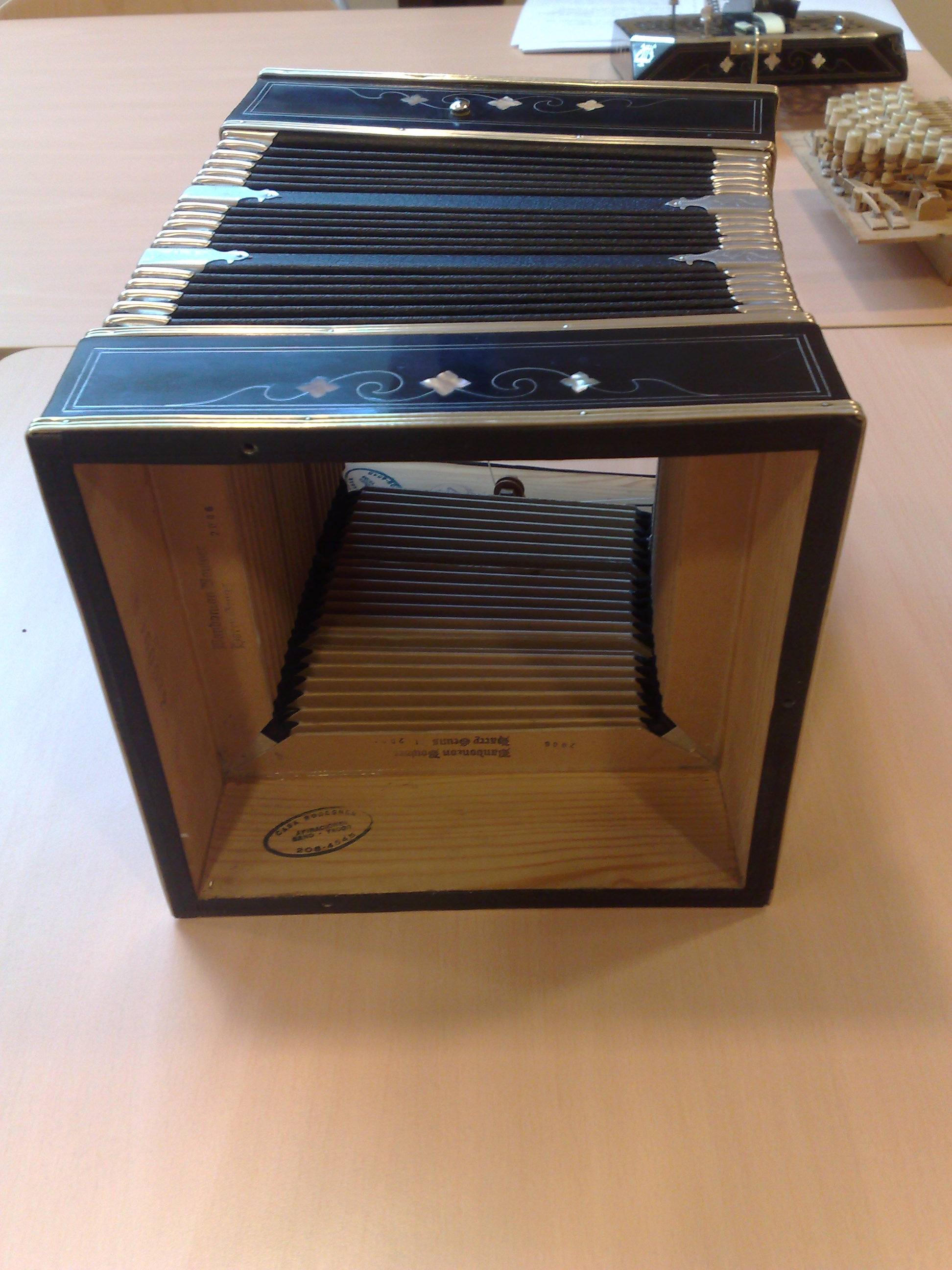
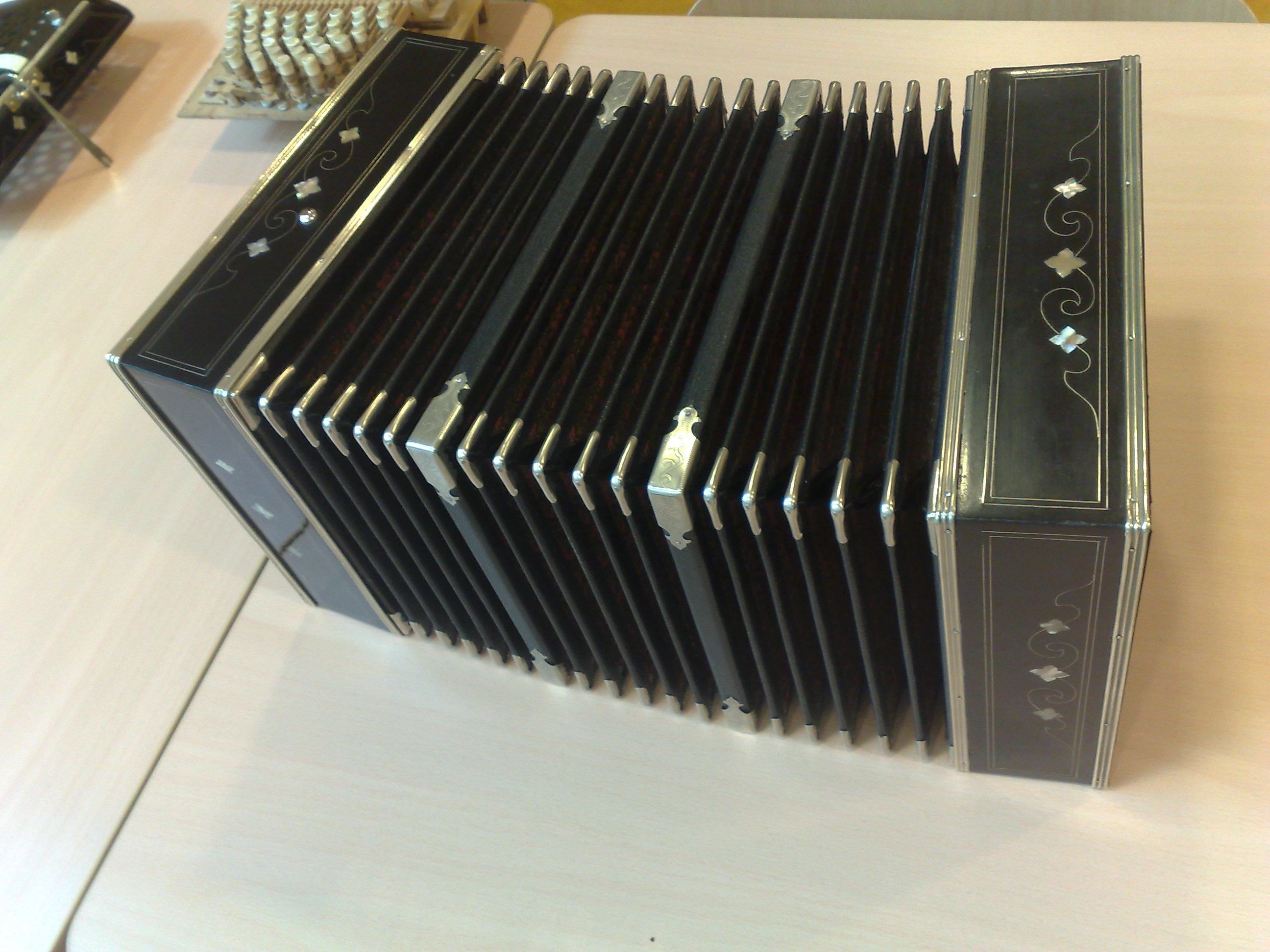
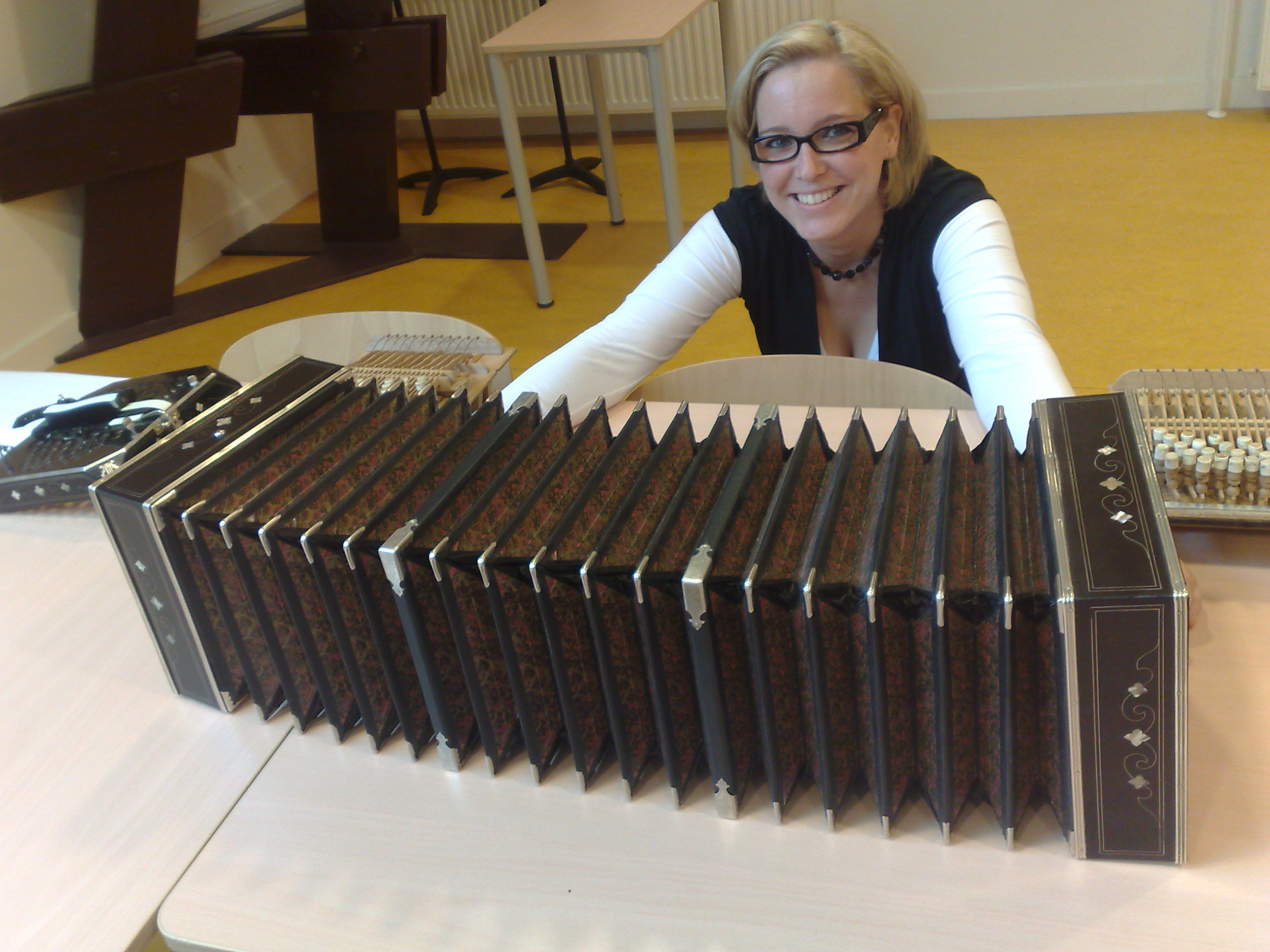